# Itobo
Itobo ist ein Verwaltungsbezirk (englisch Ward) des Distrikts Nzega (DC) in der tansanischen Region Tabora.

## Geografie
Itobo ist ein ländlicher Bezirk im westlichen Teil des zentralen Hochlands von Tansania, etwa 20 Kilometer westlich der Distrikthauptstadt Nzega. Bei der Volkszählung 2022 lebten 11.656 Menschen in 2384 Haushalten auf einer Fläche von 104 Quadratkilometern.
Der Bezirk grenzt an sieben Bezirke des Distrikts Nzega (DC):
| Kasela         | Mwangoye                                    |          |
| Uduka Isagenhe | Kompassrose, die auf Nachbargemeinden zeigt | Shigamba |
| Karitu         | Isanzu                                      |          |

## Gliederung
Der Bezirk besteht aus drei Gemeinden (swahili Mtaa) mit 28 Orten (Kitongoji):
| Itobo - Mankwi - Utwale - Mwasungilo - Uyombo - Nyasuli - Wimate - Utusini - Nzega Mpya - Itobo Kati - Mwasengo | Lakuyi - Isapulo - Itinila - Luluguti - Itumbili - Lakuyi - Ilimba - Malagano - Izinga | Chamwabo - Kakola - Isukamahela - Sundwi - Igedeja - Mwakabata - Isagenhe - Chamwabo Kati - Bulindi - Ishola - Bunonga |

## Infrastruktur
- Bildung: Die Itobo Secondary School ist eine staatliche weiterführende Schule, die Tagesschüler bis zur 4. Stufe ausbildet.[8]
- Medizinische Versorgung: In der Gemeinde Itobo liegen ein staatliches Gesundheitszentrum[9] und eine öffentliche Apotheke.[10] In Lakuyi befindet sich ebenfalls eine staatliche Apotheke.[11]
- Verkehr: Itobo ist mit nicht asphaltierten Regionalstraße mit Nzega im Osten, Kagongwa in Shinyanga im Nordwesten und Bukene und Mambali im Südwesten verbunden.[12]